# Ковач Дињичић
Ковач Дињичић је био српски војвода из властелинске породице Дињичић која је имала своје посједе у источним дјеловима краљевине Босне, област Јадара, син је жупана Дињице.
Личност Ковача Дињичића је мало позната. Његово име се јавља у двије дубровачке повеље у узгредним забиљешкама, марта 1424. и фебруара 1428. године. У сачуваним списима Ковач се помиње у повељи краља Стефана Остоје 5. марта 1419. године којом потврђује повеље својих претходника краљева Срба, Босне. У овој повељи Ковач је ословљен као војвода. Имао је синове Петра, Твртка и Иваниша.